# Alkotmányjog
Az alkotmányjog  a közjog egyik részterületét képező jogág. Ismeretes hasonló elnevezések alatt is, pl. államjog.

## Fogalma
A modern jogrendszerekben az alkotmányjog biztosítja a törvényhozó, végrehajtó és bírói-törvénykezési hatalom elkülönülését, a hatalmi ágak megosztásának elvét. Az alkotmányjog vagy egy írott alaptörvényen – az alkotmányon nyugszik (például: az Alaptörvény, USA alkotmánya), amelyet az alkotmányozó gyűlés fogad el; vagy nem egységes, jogelvek és fundamentális törvények halmaza határozza meg a jogág tartalmát (például: Egyesült Királyság alkotmánya: írott konvenciók – Bill of Rights – esetjog (case law), szokásjog). Az alkotmány szabályozza a jogszabályok megalkotásának módját, a parlamentek működését, a választási rendszert és a kormányzat fontosabb intézményeit. Rendezi az önkormányzatok és a központi hatalom viszonyát, szabályozza az államfő hatáskörét, feladatait. A bíróságok felépítését, szervezetét, hatáskörét is rendezi (ezeket a szabályokat bírósági szervezeti jog néven is emlegetik.)
Az alkotmányjog az állami berendezkedés szabályozása mellett rendelkezik az alapvető szabadságokról, deklarálja az állampolgár jogait, kötelességeit, egységbe foglalja a legfontosabb emberi jogokat. Így általában az alkotmányok szólnak az élet védelméről, emberi méltósághoz való jogról, a személyes szabadságról, tisztességes eljáráshoz való jogról, lelkiismereti szabadságról. Deklarálják a véleménynyilvánítás, a gyülekezési jog és az egyesülési jog szabadságát, a tulajdonhoz való jogot, az állampolgárok egyenjogúságát. Tanítja a választási rendszert, a népszavazást, az állampolgárság megszerzését és elvesztését, a külföldiekre vonatkozó joganyagot, a menekülteket és a menedékeseket, a vízumokat, foglalkozik az ügyészség szervezetével és feladataival. Érinti az alapvető alkotmányos alapelveket, a hatalommegosztást, a szuverenitást, a jogállamiságot.